# Квінт Сосій Сенеціон
Квінт Сосій Сенеціон (лат. Quintus Sosius Senecio; 65 —110) — державний, політичний та військовий діяч Римської імперії, двічі одинарний консул 99 і 107 років.

## Життєпис
Походив з впливого роду Сосіїв. Замолоду став другом Адріана, майбутнього імператора. У 90—92 роках був очільником I легіону Мінерви у провінції Нижня Германія. У 93—95 роках як імператорський легат-пропретор керував провінцією Белгіка. У 99 році став консулом разом з Авлом Корнелієм Фронтоніаном. У 101–102 роках як імператорський легат-пропретор керував провінцією Верхня Мезія, узяв участь у війні з даками. У 105–106 роках знову учасник війни з Децебалом, царем Дакії. За свою звитягу Сенеціон отримав тріумф.
У 107 році вдруге став ординарним консулом, цього разу разом з Луцієм Ліцинієм Сурою. З цього часу перебував у Римі, де помер у 110 році.
Квінт Сосій Сенеціон товаришував з Плінієм Молодшим й Плутархом, підтримуючи їхню літературну діяльність.